# Дворецька
Дворе́цька — пасажирський залізничний зупинний пункт Рівненської дирекції Львівської залізниці.
Розташований у середмісті Рівного Рівненського району Рівненської області між вулицями Бандери та Соборною, поруч розташований ринок Дикого. Платформа розташована на лінії Здолбунів — Ковель між станціями Рівне (1,5 км) та Здолбунів (10,5 км).
Станом на вересень 2017 р. на платформі зупиняються приміські поїзди.